# (29343) 1995 CK10
1995 سي كي 10 (ويعرف أيضًا باسم (29343) 1995 سي كي 10 وفق تسمية الكوكب الصغير) (بالإنجليزية: 1995 CK10)‏ هو كويكب ضمن حزام الكويكبات؛ وترتيبه 29343 من حيث الاكتشاف.
اكتُشف هذا الجُرم الفلكي بواسطة تاكيشي أوراتا ‏ في 1 فبراير 1995.

## وصلات خارجية
- (29343) 1995 CK10 في قاعدة بيانات مختبر الدفع النفاث لأجرام النظام الشمسي الصغيرة

- الاكتشاف · مخطط المدار ·  العناصر المدارية · المعلمات المادية

- (29343) 1995 CK10 على موقع ويكي سكاي: DSS2, SDSS, GALEX, IRAS, Hydrogen α, X-Ray, Astrophoto, Sky Map, Articles and images